# Аргуэльо, Хуан Давид
Хуан Давид Аргуэльо (исп. Juan David Argüello; 28 сентября 1991 года, Атира) — парагвайский футболист, играющий на позиции полузащитника. Ныне выступает за парагвайский клуб «Насьональ».

## Биография
Хуан Аргуэльо начинал свою карьеру футболиста в парагвайском «Насьонале». 7 августа 2011 года он дебютировал в парагвайской Примере, выйдя на замену в концовке домашней игры с командой «Хенераль Кабальеро». 18 августа 2013 года Аргуэльо забил свой первый гол в рамках Примеры, открыв счёт в домашнем поединке с асунсьонской «Олимпией».
В составе «Насьоналя» Хуан Аргуэльо стал чемпионом страны и дошёл до финала Кубка Либертадорес в 2014 году.

## Достижения
- Чемпион Парагвая (1): Ап. 2013
- Финалист Кубка Либертадорес (1): 2014